# Duel of the Fates
"Duel of the Fates" é um tema musical recorrente na trilogia prequela de Star Wars e no Universo Expandido. Foi composta por John Williams e gravada pela London Symphony Orchestra (LSO) e as London Voices. Esta peça de sinfonia é interpretada por uma orquestra completa e coro. Com o vídeo musical para este tema, a LSO tornou-se o único grupo clássico ater um vídeo debutado no Total Request Live. Duel of the Fates foi lançado 11 dias antes da estréia de A Ameaça Fantasma. As letras são baseadas nos fragmentos arcaicos do poema galês, Cad Goddeu (Batalha das Árvores), e cantado em sânscrito.

## Uso fora deStar Wars
"Duel of the Fates" tem sido utilizada para referenciar ou satirizar Star Wars. Por exemplo, em "Please Homer, Don't Hammer 'Em", episódio de The Simpsons, a canção toca em uma sequência parodiando Star Wars, durante uma batalha de espirros alérgicos de Bart Simpson e Seymour Skinner.
O Boston Pops performou a peça para o Montreal Canadiens vs. Boston Bruins entrada no Gillette Stadium para o 2016 NHL Winter Classic.